# Хаджи-мюридия
Хаджи-мюридия (ингуш. Хьажи-вирд, чечен. Хьажи-Вирд, Хьажи-мурдаш) — суфийское религиозное течение, распространённое в Чечне и Ингушетии, а также в западных районах Дагестана, в местах компактного проживания андо-цезских народов, но главным образом среди чеченцев и ингушей. Хаджи-мюриды составляют 85 % численности  среди ингушей  (до 550 тыс. чел) и 65 % среди чеченцев (более 1,1 млн. чел). Является разновидностью кадирийского тариката.

## Основание
Основателем учения является устаз (учитель) Кунта-Хаджи Кишиев из чеченского с. Иласхан-Юрт. В 1848 году благодаря его миссионерской деятельности подавляющее большинство ингушей приняли ислам. Последователи Кунта-Хаджи именуются Хаджи-мюридами, их характерной чертой является исполнение кругового громкого зикра — восхваление Аллаха и его пророков. Хаджи-мюриды составляют 80% численности среди ингушей  (до 550 тыс. чел.) и 65 % среди чеченцев (более 1,1 млн. чел).